# Palackattumala
Palackattumala är en ort i Indien.   Den ligger i distriktet Kottayam och delstaten Kerala, i den södra delen av landet, 2 100 km söder om huvudstaden New Delhi. Palackattumala ligger 90 meter över havet och antalet invånare är 1 200.
Terrängen runt Palackattumala är platt. Runt Palackattumala är det mycket tätbefolkat, med 1 095 invånare per kvadratkilometer. Närmaste större samhälle är Erāttupetta, 17,5 km öster om Palackattumala. I omgivningarna runt Palackattumala växer huvudsakligen savannskog.